# Stéphanie Foretz
Stéphanie Foretz (nascida em 3 de maio de 1981) é uma ex-tenista profissional francesa.
Conquistou 9 títulos de simples e 16 de duplas no Circuito ITF. Em 24 de fevreiro de 2003, chegou ao melhor ranking de simples, o 62º. Em 19 de maio de 2008, o melhor de duplas, 42.
Foretz foi uma jogadora juvenil talentosa, que chegou à final do Torneio de Roland Garros de 2009 em simples da categoria. Teve o nome escalado pelo Boston Lobsters para disputar a World Team Tennis de 2009.
Em 2010, casou-se com Benoît Gacon e começou a competir sob o nome de Stéphanie Foretz Gacon a partir do US Open. Em 2014, retornou ao nome de solteira, somente Foretz, no WTA de Copenhague.
Jogou ininterruptamente até setembro de 2016, quando seria o fim da carreira, mas voltou para um torneio em julho de 2021, o ITF de Monastir, somente. No perfil de Instagram, denomina-se "ex-profissional de tênis, convertida em treinadora".

## Finais

### Circuito WTA

#### Duplas: 2 (2 vices)
| Status              | V–D                 | Torneio                                          | Categoria                | Parceira           | Adversárias                      | Resultado |
| Data                | Data                | Cidade/país                                      | Piso                     | Parceira           | Adversárias                      | Resultado |
| ------------------- | ------------------- | ------------------------------------------------ | ------------------------ | ------------------ | -------------------------------- | --------- |
| Vice (0–2) Mai 2009 | Vice (0–2) Mai 2009 | Internationaux de Strasbourg Estrasburgo, França | WTA International saibro | Claire Feuerstein  | Nathalie Dechy Mara Santangelo   | 0–6, 1–6  |
| Vice (0–1) Fev 2006 | Vice (0–1) Fev 2006 | Proximus Diamond Games Antuérpia, Bélgica        | WTA Tier II carpete (c)  | Michaëlla Krajicek | Dinara Safina Katarina Srebotnik | 1–6, 1–6  |